# Oculocytheropteron amphora
Oculocytheropteron amphora is een mosselkreeftjessoort uit de familie van de Cytheruridae.